# 耶律延宁墓志

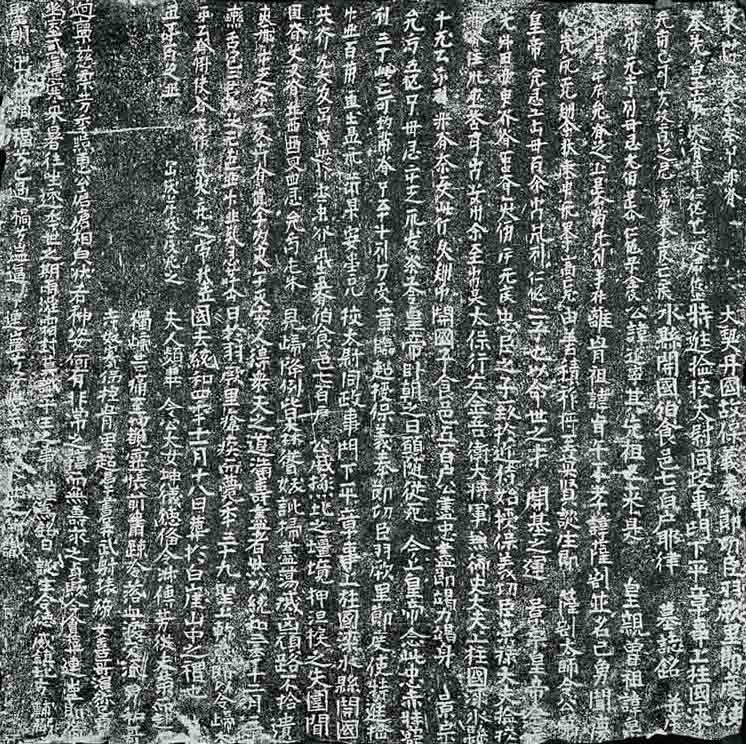
耶律延宁墓志，刻于986年。

耶律延宁墓志是已知最古老的契丹语铭文，也是已知最古老的蒙古语系（或副蒙古语）的主要书面文本。该碑文是986年以契丹大字写就的蒙古语系契丹语碑文。其篇幅相当长，志石方形，有盖录顶素面。上右部刻契丹大字19列271字；下部刻汉字24列511字，两者不对译。1964年出土于辽宁省朝阳县西五家公社柏树沟村柏木山的耶律延宁墓，:201–202现藏于辽宁省博物馆。
碑文右上角契丹文部分第13列出现的契丹语词汇“jau”（百）是最早被破译的词汇之一。

## 墓志汉字部分
首题：大契丹國故保義奉節功臣，羽厥里節度使，特進檢校太尉，同政事門下平章事，上柱國，漆水縣開國伯，食邑七百戶耶律墓誌銘并序。
正文：公諱延寧，其先祖已來是皇親。曾祖諱臬離骨，祖諱■午不，考諱薩割，并名已勇聞。慶由善積，□祚將至，英賢誕生，即薩割太師令公第二子也。以命世之才，開基之運，景宗皇帝念是忠臣之子，致於近侍。始授保義功臣，祟禄大夫，檢校太保，行左金吾衛大將軍，兼御史大夫，上柱國，漆水縣開國子，食邑五百戶。公盡忠盡節，竭力竭身。景宗皇帝卧朝之日，願隨從死。今上皇帝念此忠赤，特寵章臨，超授保義奉節功臣，羽厥里節度使，特進檢校太尉，同政事門下平章事，上柱國，漆水縣開國伯，食邑七百戶。公威極北之壃境，押泹捩之失圍。聞見歸降，例皆森聳。妖訿掃盡，蕩滅凶頑。路不拾遺，安人得眾。天之道滿，壽盡者然。以統和三年（985）十二月三十日於羽厥里瘡疾而薨，年三十九。聖上軫感，即以令歸本國。去統和四年（986）十一月十八日，葬於白崖山中之禮也。夫人頻畢令公大女，坤儀德備，令淑傳芳。從夫榮而赴任獨歸，苦痛至切。覩靈悵前，簫踈冷落，血淚交流。男和哥，寺奴，賽保，捏骨里，超群書算，武射猿猱。女善哥，演■已，霸哥，迥禀慈柔，芳年點惠。公唐唐相■，状若神姿，何有非常之福，而無壽永之貞歟？今會葬連崗，即扃幽室。或慮寒來暑往，坐遷年世之期；雨灌霜封，莫識平生之事。谨爲銘曰：
誕生令德，威鎮北方。輔弼聖朝，出入將相。福兮已過，禍兮遄逼。卜連崗兮安此宅，爲來世之所識。

### 引用
1. ↑  Yu Baolin 1985
2. ↑  . 中国历代墓志数据库. 浙江大學.   [2022-09-21].

### 资料
- 于寶林. . 文獻. 1985, (1): 198–224. ISSN 1000-0437 （中文）.
- 劉鳳翥; 于寶林. . 傅懋栗  (编). . 中国社会科学出版社. 1990: 247–395. ISBN 978-7-5004-0296-1 （中文）.